# Světový pohár v běhu na lyžích 2008/2009
Světový pohár v běhu na lyžích 2008/09 byl seriálem závodů v běhu na lyžích během zimní sezóny. Organizovala jej Mezinárodní lyžařská federace (FIS). První závod se oproti tradici z posledních sezón uskutečnil až v listopadu a to ve švédském Gällivare, neboť düsseldorfský sprint se z října přesunul na prosincový termín. Součástí světového poháru je Tour de Ski. Celkové vítězství z loňského ročníku obhajovali Lukáš Bauer a Virpi Kuitunenová. Mezi muži se do čela průběžného pořadí dostal po prvním závodu Hellner, po druhém Hellner společně s Hattestadem, po třetím Sundby, po čtvrtém Northug, po pátém Olsson, po šestém Cologna, po sedmém znovu Hattestad, vítězstvím v Tour de Ski se do čela vrátil Cologna a udržel jej až do vítězného konce, obhájce Bauer skončil devátý. Mezi ženami vedla nejprve Kallaová, poté Petra Majdičová, od třetího do dvacátéhočtvrtého závodu celkovému pořadí vévodila Aino-Kaisa Saarinenová, načež byla vystřídána Petra Majdičová, po finálové sériií závodů se nakonec z vítězství radovala Justyna Kowalczyková, Virpi Kuitunenová byla pátá.

## Výsledky závodů

### Muži

#### Individuální závody
| Závod | Místo konání  | Disciplína             | Datum                   | 1. místo                 | 2. místo                 | 3. místo                 |
| ----- | ------------- | ---------------------- | ----------------------- | ------------------------ | ------------------------ | ------------------------ |
| 1     | Gällivare     | 15 km V                | 22. listopad            | Marcus Hellner           | Pietro Piller Cottrer    | Petter Northug           |
| 2     | Kuusamo       | 1,2 km K sprint        | 29. listopad            | Ola Vigen Hattestad      | Tor Arne Hetland         | John Kristian Dahl       |
| 3     | Kuusamo       | 15 km K                | 30. listopad            | Martin Johnsrud Sundby   | Lukáš Bauer              | Sami Jauhojärvi          |
| 4     | La Clusaz     | 30 km V hromadný start | 6. prosinec             | Petter Northug           | Dario Cologna            | Alexandr Legkov          |
| 5     | Davos         | 15 km K                | 13. prosinec            | Johan Olsson             | Axel Teichmann           | Sami Jauhojärvi          |
| 6     | Davos         | Sprint 1,7 km V        | 14. prosinec            | Ola Vigen Hattestad      | Johan Kjølstad           | Renato Pasini            |
| 7     | Düsseldorf    | Sprint 1,5 km V        | 20. prosinec            | Ola Vigen Hattestad      | Tor Arne Hetland         | Fabio Pasini             |
| 8-14  | Tour de Ski   | Série sedmi závodů     | 27. prosinec - 4. leden | Dario Cologna            | Petter Northug           | Axel Teichmann           |
| 15    | Whistler      | Sprint 1,2 km K        | 16. leden               | Emil Jönsson             | Ola Vigen Hattestad      | Josef Wenzl              |
| 16    | Whistler      | Kombinace 15 + 15 km   | 17. leden               | Pietro Piller Cottrer    | Jean Marc Gaillard       | Valerio Checchi          |
| 17    | Otepää        | 15 km K                | 24. leden               | Lukáš Bauer              | Johan Olsson             | Vincent Vittoz           |
| 18    | Otepää        | Sprint K               | 25. leden               | Ola Vigen Hattestad      | Øystein Pettersen        | Børre Næss               |
| 19    | Rybinsk       | 15 km V hromadný start | 30. leden               | Tobias Angerer           | Jean-Marc Gaillard       | Sergej Dolidovič         |
| 20    | Rybinsk       | Sprint V               | 31. leden               | Renato Pasini            | Alexej Peťuchov          | Anton Gafarov            |
| 21    | Rybinsk       | 15+15 km kombinace     | 1. únor                 | Závod zrušen kvůli mrazu | Závod zrušen kvůli mrazu | Závod zrušen kvůli mrazu |
| 22    | Val di Dentro | Sprint V               | 13. února               | Ola Vigen Hattestad      | Alexej Peťuchov          | Emil Jönsson             |
| 23    | Val di Dentro | 15 km K                | 14. února               | Anders Södergren         | Jens Arne Svartedal      | Johan Olsson             |
| 24    | Lahti         | Sprint V 1,55 km       | 7. březen               | Petter Northug           | Ola Vigen Hattestad      | Nikolaj Morilov          |
| 25    | Lahti         | 15 km V                | 8. březen               | Alexandr Legkov          | Pietro Piller Cottrer    | Christian Hoffmann       |
| 26    | Trondheim     | Sprint K               | 12. březen              | Ola Vigen Hattestad      | Petter Northug           | John Kristian Dahl       |
| 27    | Trondheim     | 50 km K hromadný start | 14. březen              | Sami Jauhojärvi          | Tobias Angerer           | Alex Harvey              |
| 28-31 | Finále SP     | Série čtyř závodů      | 18.-22. březen          | Dario Cologna            | Vincent Vittoz           | Alexandr Legkov          |

#### Skupinové závody
| Závod | Místo konání | Disciplína        | Datum        | 1. místo                                                                            | 2. místo                                                                    | 3. místo                                                                       |
| ----- | ------------ | ----------------- | ------------ | ----------------------------------------------------------------------------------- | --------------------------------------------------------------------------- | ------------------------------------------------------------------------------ |
| 1     | Gällivare    | Štafeta 4 × 10 km | 23. listopad | Norsko I Martin Johnsrud Sundby Eldar Rønning Tore Ruud Hofstad Petter Northug      | Švédsko I Daniel Rickardsson Johan Olsson Rickard Andreasson Marcus Hellner | Německo Jens Filbrich Tobias Angerer Tom Reichelt Axel Teichmann               |
| 2     | La Clusaz    | Štafeta 4 × 10 km | 7. prosinec  | Norsko I Tor Arne Hetland Martin Johnsrud Sundby Tord Asle Gjerdalen Petter Northug | Švédsko Daniel Rickardsson Johan Olsson Anders Södergren Marcus Hellner     | Francie I Jean Marc Gaillard Vincent Vittoz Maurice Manificat Emannuel Jonnier |
| 3     | Düsseldorf   | Sprint dvojic     | 21. prosinec | Norsko I Tor Arne Hetland Ola Vigen Hattestad                                       | Švédsko I Björn Lind Thobias Fredriksson                                    | Rusko I Alexej Peťuchov Nikolaj Morilov                                        |
| 4     | Whistler     | Sprint dvojic     | 18. leden    | Švédsko Robin Bryntesson Emil Jönsson                                               | Itálie I Fabio Pasini Renato Pasini                                         | Kanada I George Grey Alex Harvey                                               |

### Ženy

#### Individuální závody
| Závod | Místo konání  | Disciplína             | Datum                   | 1. místo                  | 2. místo                 | 3. místo                     |
| ----- | ------------- | ---------------------- | ----------------------- | ------------------------- | ------------------------ | ---------------------------- |
| 1     | Gällivare     | 10 km V                | 22. listopad            | Charlotte Kallaová        | Marit Bjørgenová         | Aino-Kaisa Saarinenová       |
| 2     | Kuusamo       | 1,2 km K sprint        | 29. listopad            | Petra Majdičová           | Lina Andersson           | Justyna Kowalczyková         |
| 3     | Kuusamo       | 10 km K                | 30. listopad            | Aino-Kaisa Saarinenová    | Virpi Kuitunenová        | Marit Bjørgenová             |
| 4     | La Clusaz     | 15 km V hromadný start | 6. prosinec             | Kristin Størmer Steiraová | Aino-Kaisa Saarinenová   | Therese Johaugová            |
| 5     | Davos         | 10 km K                | 13. prosinec            | Virpi Kuitunenová         | Aino-Kaisa Saarinenová   | Marit Bjørgenová             |
| 6     | Davos         | Sprint 1,4 km V        | 14. prosinec            | Petra Majdičová           | Celine Brun-Lie          | Marit Bjørgenová             |
| 7     | Düsseldorf    | Sprint 0,8 km V        | 20. prosinec            | Petra Majdičová           | Natalja Matvejeva        | Maiken Caspersenová Fallaová |
| 8-14  | Tour de Ski   | Série sedmi závodů     | 27. prosinec - 4. leden | Virpi Kuitunenová         | Aino-Kaisa Saarinenová   | Petra Majdičová              |
| 15    | Whistler      | Sprint 1,2 km K        | 16. leden               | Alena Procházková         | Justyna Kowalczyková     | Anna Olsson                  |
| 16    | Whistler      | Kombinace 7,5 + 7,5 km | 17. leden               | Justyna Kowalczyková      | Marianna Longa           | Arianna Follisová            |
| 17    | Otepää        | 10 km K                | 24. leden               | Justyna Kowalczyková      | Aino-Kaisa Saarinenová   | Virpi Kuitunenová            |
| 18    | Otepää        | Sprint K               | 25. leden               | Petra Majdičová           | Aino-Kaisa Saarinenová   | Virpi Kuitunenová            |
| 19    | Rybinsk       | 10 km V hromadný start | 30. leden               | Marianna Longa            | Arianna Follisová        | Stefanie Böhlerová           |
| 20    | Rybinsk       | Sprint V               | 31. leden               | Pirjo Muranen             | Arianna Follisová        | Magda Genuin                 |
| 21    | Rybinsk       | 7,5+7,5 km kombinace   | 1. únor                 | Závod zrušen kvůli mrazu  | Závod zrušen kvůli mrazu | Závod zrušen kvůli mrazu     |
| 22    | Val di Dentro | Sprint V               | 13. února               | Petra Majdičová           | Pirjo Muranen            | Magda Genuin                 |
| 23    | Val di Dentro | 10 km K                | 14. února               | Justyna Kowalczyková      | Marianna Longa           | Petra Majdičová              |
| 24    | Lahti         | Sprint V 1,35 km       | 7. březen               | Petra Majdičová           | Arianna Follisová        | Pirjo Muranen                |
| 25    | Lahti         | 10 km V                | 8. březen               | Justyna Kowalczyková      | Charlotte Kallaová       | Marthe Kristoffersen         |
| 26    | Trondheim     | Sprint K               | 12. březen              | Petra Majdičová           | Alena Procházková        | Justyna Kowalczyková         |
| 27    | Trondheim     | 30 km K hromadný start | 14. březen              | Petra Majdičová           | Justyna Kowalczyková     | Masako Išida                 |
| 28-31 | Finále SP     | Série čtyř závodů      | 18.-22. březen          | Justyna Kowalczyková      | Therese Johaugová        | Charlotte Kallaová           |

#### Skupinové závody
| Závod | Místo konání | Disciplína       | Datum        | 1. místo                                                                                   | 2. místo                                                                            | 3. místo                                                                                                |
| ----- | ------------ | ---------------- | ------------ | ------------------------------------------------------------------------------------------ | ----------------------------------------------------------------------------------- | --- |
| 1     | Gällivare    | Štafeta 4 × 5 km | 23. listopad | Norsko I Marit Bjørgenová Therese Johaugová Kristin Størmer Steiraová Marthe Kristoffersen | Finsko I Pirjo Muranen Virpi Kuitunenová Aino-Kaisa Saarinenová Ritta-Liisa Roponen | Švédsko I Jenny Hansson Britta Norgrenová Anna Haagová Charlotte Kallaová                               |
| 2     | La Clusaz    | Štafeta 4 × 5 km | 7. prosinec  | Finsko Pirjo Muranen Virpi Kuitunenová Ritta-Liisa Roponen Aino-Kaisa Saarinenová          | Švédsko Lina Andersson Sara Lindborg Anna Haagová Charlotte Kallaová                | Norsko Kristin Mürer Stemland Therese Johaugová Betty Ann Bjerkreim Nilsenová Kristin Størmer Steiraová |
| 3     | Düsseldorf   | Sprint dvojic    | 21. prosinec | Rusko I Natalja Korosteljova Natalja Matvejeva                                             | Norsko I Celine Brun-Lie Maiken Caspersenová Fallaová                               | Německo I Claudia Nystadová Stefanie Böhlerová                                                          |
| 4     | Whistler     | Sprint dvojic    | 18. leden    | Itálie I Magda Genuin Arianna Follisová                                                    | Německo Nicole Fessel Stefanie Böhlerová                                            | Švédsko I Lina Andersson Anna Olsson                                                                    |

## Celkové pořadí

### Muži
| Světový pohár v běhu na lyžích |                       |      |
| Místo                          | Jméno                 | Body |
| 1                              | Dario Cologna         | 1344 |
| 2                              | Petter Northug        | 1217 |
| 3                              | Ola Vigen Hattestad   | 792  |
| 4                              | Pietro Piller Cottrer | 774  |
| 5                              | Sami Jauhojärvi       | 765  |
| 6                              | Axel Teichmann        | 724  |
| 7                              | Jean Marc Gaillard    | 669  |
| 8                              | Girgio Di Centa       | 646  |
| 9                              | Lukáš Bauer           | 600  |
| 10                             | Vincent Vittoz        | 583  |
| …                              | …                     | …    |
| 47                             | Martin Koukal         | 166  |
| 77                             | Aleš Razým            | 67   |
| 78                             | Jiří Magál            | 65   |
| 81                             | Dušan Kožíšek         | 60   |
| 114                            | Martin Jakš           | 25   |
| 153                            | Milan Šperl           | 9    |

Konečné pořadí SP v distančních závodech (po 18 závodech):
- 1. Pietro Piller Cottrer 559
- 2. Dario Cologna 539
- 3. Petter Northug 489
- 4. Sami Jauhojärvi 466
- 5. Lukáš Bauer 460
- 6. Axel Teichmann 445

Konečné pořadí SP ve sprintu (po 12 závodech): 
- 1. Tor Arne Hetland 792
- 2. Renato Pasini 359
- 3. Tor Arne Hetland 335
- 4. John Kristian Dahl 326
- 5. Petter Northug 308
- 6. Alexej Peťuchov 278

### Ženy
- 1. Justyna Kowalczyková 1810
- 2. Petra Majdičová 1730
- 3. Aino-Kaisa Saarinenová 1485
- 4. Arianna Follisová 1127
- 5. Virpi Kuitunenová 1124
- 6. Pirjo Muranen 999

Konečné pořadí SP v distančních závodech (po 18 závodech):
- 1. Justyna Kowalczyková 1004
- 2. Aino-Kaisa Saarinenová 706
- 3. Marianna Longa 662
- 4. Kristin Størmer Steiraová 590
- 5. Petra Majdičová 551
- 6. Virpi Kuitunenová 525

Konečné pořadí SP ve sprintu (po 12 závodech):
- 1. Petra Majdičová 875
- 2. Arianna Follisová 469
- 3. Pirjo Muranen 461
- 4. Aino-Kaisa Saarinenová 407
- 5. Justyna Kowalczyková 406
- 6. Alena Procházková 353